# كيث دان
كيث دان (بالإنجليزية: Keith Dunn)‏ هو لاعب كرة قدم أسترالية أسترالي، ولد في 10 يوليو 1906 في أديلايد في أستراليا، وتوفي في 29 مايو 1962 في Lower Mitcham, South Australia ‏ في أستراليا.

## وصلات خارجية
- كيث دان على موقع AustralianFootball.com (الإنجليزية)
- كيث دان على موقع AFLtables.com (الإنجليزية)